# Acropolitis canana
Acropolitis canana is een vlinder uit de onderfamilie Tortricinae van de familie bladrollers (Tortricidae). De wetenschappelijke naam van de soort is, als Tortrix canana, voor het eerst geldig gepubliceerd in 1863 door Francis Walker.

## Type
- holotype: "female"
- instituut: BMNH, Londen, Engeland
- typelocatie: "Australia, Queensland, Moreton Bay"